# 朱纯良
朱纯良，河南人，中华人民共和国官员。
中国共产党党员。2010年3月，升任河南省郑州市畜牧局副局长。2013年，朱纯良涉嫌迷奸其下属小雪，随后因担心被害人举报，而写下“悔过书”请求和对方家属私了。2013年3月，新闻曝光，旋即朱纯良被停职处分。